# Kora (Musikinstrument)

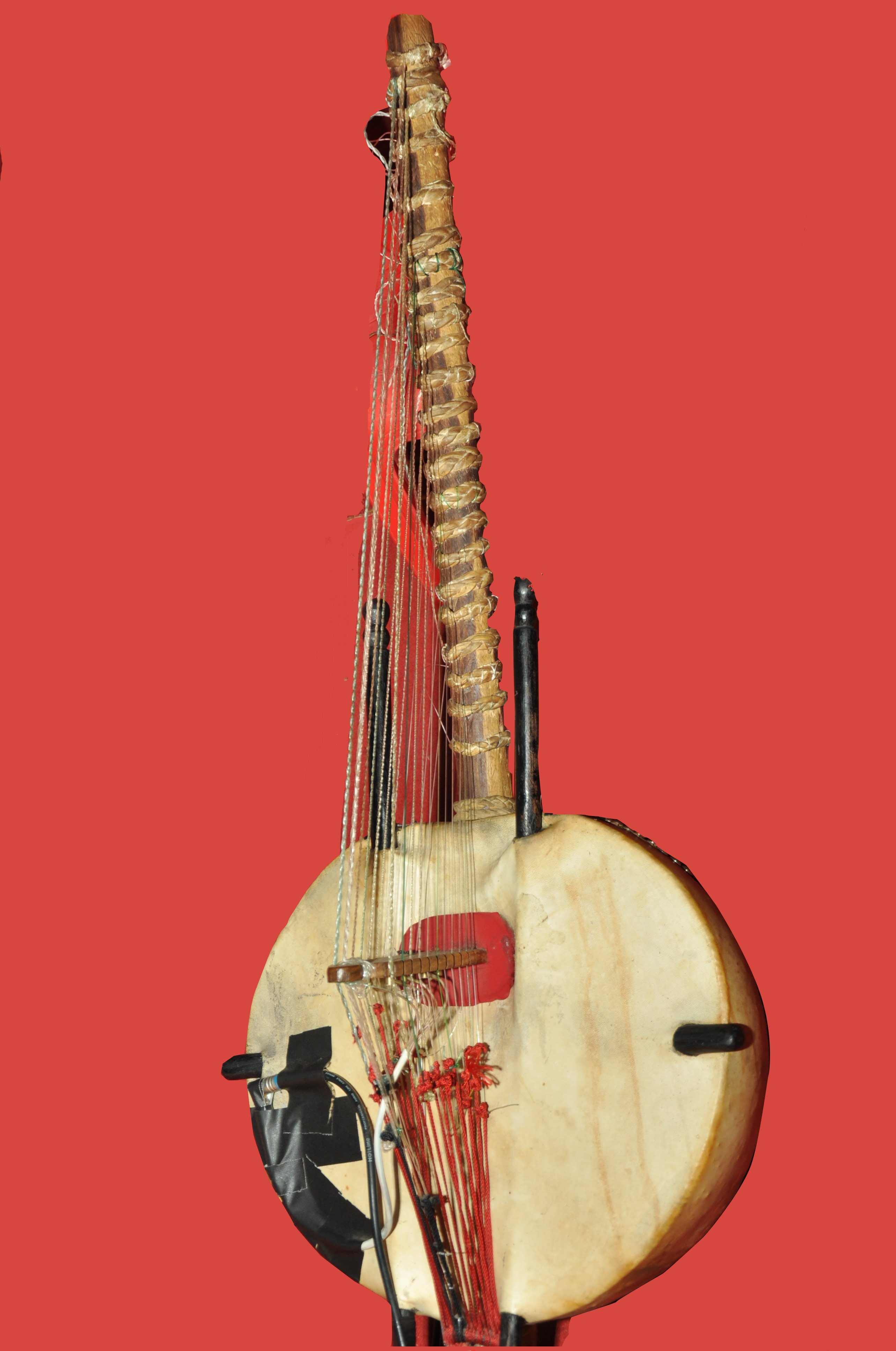
Kora

Kora ist eine mit beiden Händen gezupfte westafrikanische Stegharfe, die auch als Harfenlaute klassifiziert wird.

## Herkunft
Die kora stammt möglicherweise aus dem ehemaligen Mandinka-Königreich Kaabu, das sich bis zum 19. Jahrhundert auf dem Gebiet des heutigen Gambia, Südsenegal und Guinea-Bissau erstreckte. Ihr Ursprung lässt sich im 16. oder 17. Jahrhundert vermuten. Bei der einfacheren Stegharfe seperewa in Ghana reicht die Kenntnis bis ins 17. Jahrhundert zurück. Die entwicklungsgeschichtlich möglicherweise älteste Stegharfe ist die bolon.

## Bauform

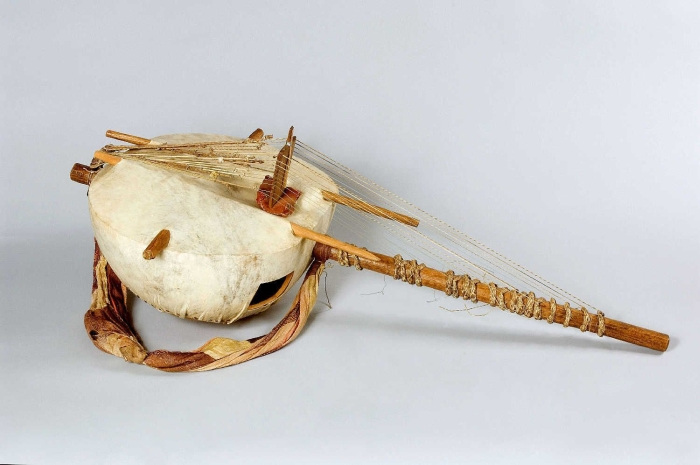
Soron genannte kora der Malinke in Guinea mit 21 Saiten (vor 1956, ca. 104 cm)

Äußerlich hat das Instrument eine entfernte Ähnlichkeit mit einer altägyptischen Bogenharfe, deren Nachfolger unter anderem in Uganda und Zentralafrika verbreitet sind, und einer Winkelharfe, deren Form noch in der in Mauretanien gespielten ardin weiterlebt. 
Tatsächlich ist die kora eine davon unabhängige Entwicklung aus den westafrikanischen Binnenspießlauten vom Typ ngoni. Bei der ardin tritt der Hals senkrecht aus der Kalebassenschale heraus; im Unterschied dazu verläuft der lange Hals der kora parallel zur Resonanzdecke innerhalb der Kalebasse. Die mvet von Kamerun besitzt einen ähnlichen Kerbsteg, jedoch keinen Lautenkorpus und gehört zu den Zitherinstrumenten.
Die kora besteht aus einem kuhfellbespannten Kalebassenkorpus, auf dem ein Steg senkrecht aufgestellt ist. Die 21 Saiten verlaufen von einem Ring an der Unterseite des Korpus durch Kerben auf beiden Seiten des Stegs bis zu ihren Befestigungspunkten entlang des Halses. Dort werden die Saiten an einer Reihe von verschiebbaren Stimmschlingen aus Haut festgebunden. Der aus dem Hartholz keno hergestellte Hals fungiert als Befestigung und nicht als Griffbrett, wobei die Saiten unterschiedlich lang sind und so (diatonisch) gestimmt werden können. Im Unterschied zu Lauteninstrumenten sind die Saiten senkrecht zum Korpus angebracht und nicht parallel.
Heute stellt man die Saiten der kora aus Nylon her, ursprünglich drehte man sie aus der Haut einer weiblichen Antilope.
Am nächsten mit der kora verwandt oder mit ihr übereinstimmend ist die soron (seron) der Malinke in Guinea, die meist 15 bis 19 Saiten hat.
Ein adaptiertes Instrument mit chromatischen Tonstufen und einer einfacher zu bedienenden, von der Gitarre übernommenen Stimmmechanik wird heute im Benediktinerkloster Keur Moussa hergestellt und in der katholischen Liturgie in vielen Ländern Westafrikas eingesetzt.

## Spielweise

Djélymady Cissoko, Koralehrer des Institut des Beaux-Arts in Bamako, Mali.

Die kora wird heptatonisch gestimmt mit drei bis vier gängigen Stimmungen, deren Intervalle mehr oder weniger von den temperierten Dur-Tonarten abweichen. Die von der linken und der rechten Hand gegriffenen Notenwerte stehen sich alternierend gegenüber. Die Tonhöhen der linken Saitenebene betragen beim Grundton F als Ausgangspunkt: F1–C1–D1–E1–G2–B♭2–D2–F2–A3–C3–E3, der rechten Seite: F2–A2–C2–E2–G3–B♭3–D3–F4–G4–A4. Die geläufigsten Stimmungen heißen silaba und hardino, weitere sind tomora (ähnlich dem Dorischen Modus) und sauta (ähnlich dem Lydischen Modus). Ein Grundton zwischen E♭ und G kommt am häufigsten vor.
Gespielt wird die kora mit zwei Daumen und Zeigefingern. Die Daumen spielen häufig Basslinien, die Zeigefinger eher die Melodielinien. Ein kora-Spieler singt entweder selbst oder er wird von einer Sängerin begleitet.
Einige bekannte Koraspieler aus Mali, Gambia oder Senegal sind Toumani Diabaté, Malamini Jobarteh, Tata Dindin, Ballaké Sissoko, Foday Musa Suso, Amadou Bansang Jobarteh, Solo Cissokho, Soriba Kouyaté, Moussa Cissokho, Seckou Keita und Sekou Kouyate. Eine Europäisierung der Spielweise hat Soriba Kouyaté eingeführt. Sona Jobarteh ist die erste Koraspielerin mit internationaler Bekanntheit.

## Siehe auch

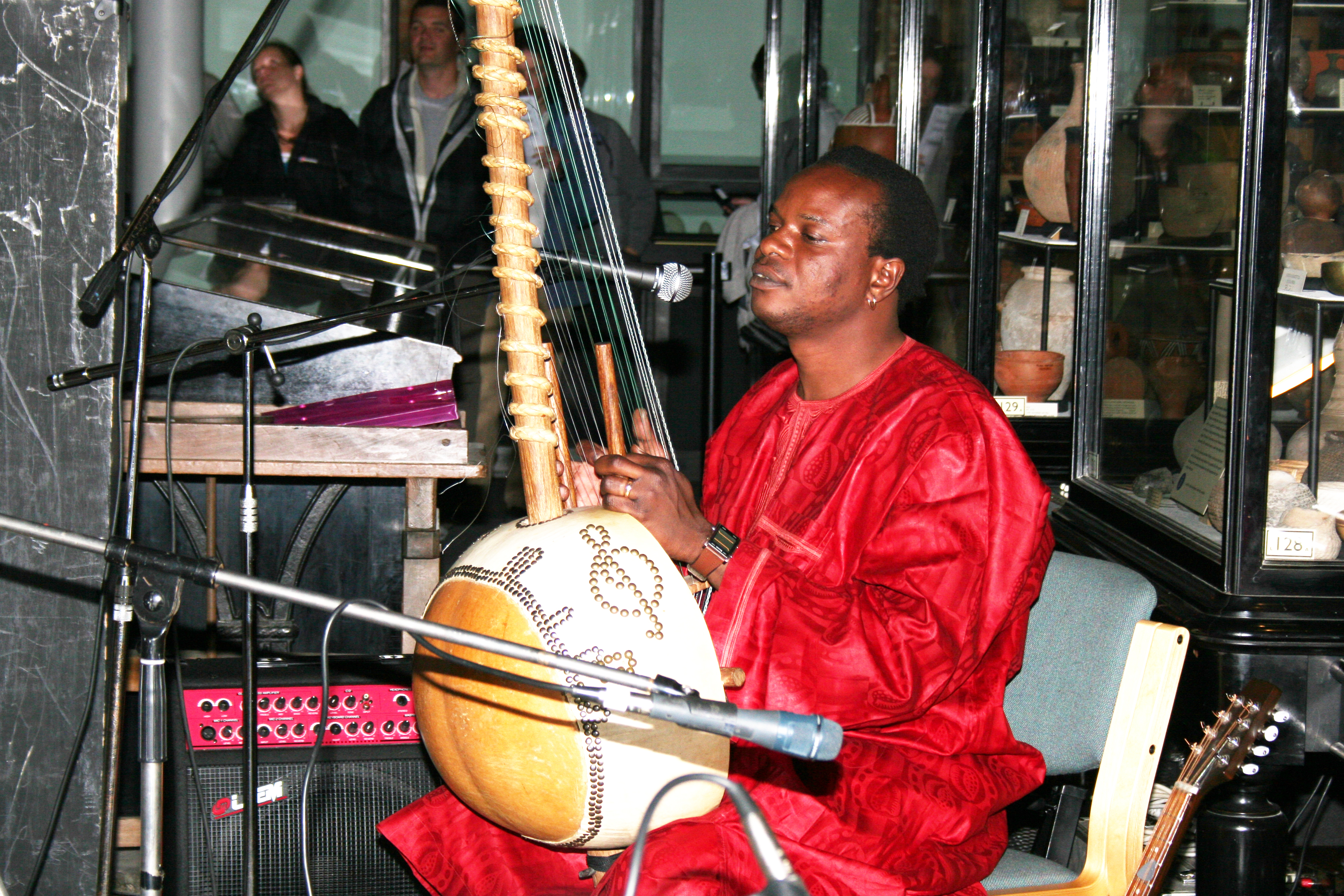
Koraspieler Jali Fily Cissokho